# Tanaka Shinbei
Tanaka Shinbei (田中 新兵衛 ({{{2}}}?); 1832 – 11 luglio 1863) è stato un samurai giapponese, è stato uno dei Quattro Hitokiri del Bakumatsu, samurai d'élite attivi in Giappone durante il tardo shogunato Tokugawa negli anni 1860.

## Biografia
Tanaka Shinbei operava sotto il comando di Takechi Hanpeita, leader del Kinnō-tō, un gruppo lealista che mirava a rovesciare lo shogunato Tokugawa e restaurare il potere dell’Imperatore del Giappone. Hanpeita ordinò a Shinbei e agli altri hitokiri di eseguire la cosiddetta "punizione celeste" (天誅, *tenchū*) contro i sostenitori dello shogunato e dell’apertura del Giappone agli stranieri.
Originario del distretto di Satsuma, Shinbei proveniva da una famiglia contadina. Dopo il suo primo assassinio di alto profilo, fu elevato allo status di samurai, nonostante il tradizionale disprezzo dei samurai verso i contadini.

## Attività e assassinii
Shinbei fu coinvolto nell’assassinio di Ii Naosuke, capo del Consiglio degli Anziani di Edo e figura centrale dell’amministrazione Tokugawa, avvenuto nel 1860. Questo evento scatenò anni di violenza in Giappone, in particolare a Kyoto, dove gli omicidi politici divennero frequenti.
Tra le sue vittime vi furono anche politici come Shimada Sakon, Ukyo Omokuni e Homma Seiichiro. Fu inoltre sospettato dell’omicidio di una giovane donna di nome Komichi. Per la sua efficienza letale, Tanaka fu soprannominato "ansatsu taichō" (capitano degli assassini).

## Morte
Nel 1863, lo Shinsengumi fu formato per contrastare gli hitokiri e i lealisti di Tosa, con l’obiettivo di ristabilire l’ordine. La spada di Shinbei fu ritrovata sulla scena dell’assassinio del funzionario Anegakōji Kintomo nei pressi di Sarugatsuji. Arrestato e interrogato a Kyoto, chiese di vedere la sua spada. Quando gli fu consegnata, commise seppuku.